# Monte Taylor
El monte Taylor es una montaña de unos 1000 metros de altura, que se encuentra cuatro kilómetros al oeste-suroeste de la cabeza de la bahía Esperanza, en el extremo noreste de la península Antártica. De cima plana, posee acantilados en su lado noreste.

## Historia y toponimia
Fue descubierta por un grupo que acompañaba a Johan Gunnar Andersson en la Expedición Antártica Sueca de 1901-1904, que pasó el invierno en la bahía Esperanza en 1903.
Fue cartografiada en 1946 y 1955 por el British Antarctic Survey, y nombrada en 1948 por el Comité de Topónimos Antárticos del Reino Unido en homenaje al capitán Andrew W. Taylor (1907-1993), de la Marina Real británica, que participó de la Operación Tabarín, estableciendo la Base A en el archipiélago Palmer y la Base D en Bahía Esperanza, donde fue el jefe de la dotación en 1945.

## Reclamaciones territoriales
Argentina incluye al monte en el departamento Antártida Argentina dentro de la provincia de Tierra del Fuego, Antártida e Islas del Atlántico Sur; para Chile forma parte de la comuna Antártica de la provincia Antártica Chilena dentro de la Región de Magallanes y de la Antártica Chilena; y para el Reino Unido integra el Territorio Antártico Británico. Las tres reclamaciones están sujetas a las disposiciones del Tratado Antártico.
Nomenclatura de los países reclamantes: 
- Argentina: Monte Taylor[5][6]
- Chile: Monte Taylor[3]
- Reino Unido: Mount Taylor[4]

## Galería

Panorámica de la bahía Esperanza. Por la izquierda se observa el pico Pirámide y el glaciar Buenos Aires. En el centro, se destaca el monte Flora, el valle del glaciar Depósito y la base Esperanza. A la derecha aparecen el monte Taylor, el cerro Cuerno y el glaciar Arena.